# Tir als Jocs Olímpics d'estiu de 1912 - Carrabina, 25 metres per equips
La competició del carrabina, 25 metres per equips va ser una de les divuit proves de programa de Tir dels Jocs Olímpics d'Estocolm de 1912. Es disputà el 5 de juliol de 1912 i hi van prendre part 16 tiradors procedents de 4 nacions.
La competició es va disputar sobre una distància de 25 metres.

## Medallistes
| Or                                                                       | Plata                                                                 | Bronze                                                                            |
| SuèciaGustaf Boivie · Eric Carlberg · Vilhelm Carlberg · Johan von Holst | Regne UnitWilliam Milne · Joseph Pepé · William Pimm · William Styles | Estats UnitsFrederick Hird · William Leushner · William McDonnell · Warren Sprout |

## Resultats
| Pos. | Nació                  | Punt. Ind.   | Punt. Equip |
| ---- | ---------------------- | ------------ | ----------- |
| 1    | Suècia                 | Suècia       | 925         |
| 1    | Johan Hübner von Holst | 238          | 925         |
| 1    | Eric Carlberg          | 238          | 925         |
| 1    | Vilhelm Carlberg       | 229          | 925         |
| 1    | Gustaf Boivie          | 220          | 925         |
| 2    | Regne Unit             | Regne Unit   | 917         |
| 2    | William Pimm           | 237          | 917         |
| 2    | Joseph Pepé            | 235          | 917         |
| 2    | William Milne          | 226          | 917         |
| 2    | William Styles         | 219          | 917         |
| 3    | Estats Units           | Estats Units | 881         |
| 3    | Frederick Hird         | 227          | 881         |
| 3    | Warren Sprout          | 221          | 881         |
| 3    | William McDonnell      | 217          | 881         |
| 3    | William Leushner       | 216          | 881         |
| 4    | Grècia                 | Grècia       | 716         |
| 4    | Ioannis Theofilakis    | 211          | 716         |
| 4    | Frangiskos Mavrommatis | 187          | 716         |
| 4    | Nikolaos Levidis       | 185          | 716         |
| 4    | Iakovos Theofilas      | 133          | 716         |